# Natalie Ceballos
Natalie Ceballos (født 4. april 1989) er en canadisk skuespiller, der er kendt for NCIS: Los Angeles og Elskerinder.

## Filmografi

### Tv
- 2009: i NCIS: Los Angeles
- 2013: Elskerinder